# ジャウマ・ファレー・バッサ
ジャウマ・ファレー・バッサ（Jaume Ferrer Bassa, 1285年 – 1348年）は、アラゴン＝カタルーニャ連合王国出身のゴシック画家・細密画家。国際的に認知されたカタルーニャ地方初の画家である。

## 経歴
バッサはバルセロナの中産階級市民であり、1324年から1348年までの文献に登場するが、その経歴についてはあまり知られていない。バルセロナ王宮やバルセロナ大聖堂の近くに工房を有していた。存命中には大きな名声を得ていたものの、社会的地位は控えめだった。
バッサに関する最初の言及は1324年に遡り、この文献ではシッチェスの古い教会に付属する礼拝堂にフレスコ画を描くように依頼されている。次の言及は1333年のものであり、アラゴン王アルフォンソ4世とその息子アラゴン王ペドロ4世に作品を委託されている。バッサの作品にはジョット・ディ・ボンドーネの影響があり、この時期にはイタリアのシエナやフィレンツェの画学校で学んでいた可能性がある。
バッサの作品だと確定されている現存作品は、パドラルベス修道院に付属するサン・ミゲル礼拝堂にあるフレスコ壁画のみである。この壁画はキリストの受難、聖母の喜び、聖人の画像など20の要素で構成されており、1343年の委託後に1346年までこの礼拝堂で作業を続けた。バッサはアラゴン＝カタルーニャ連合王国におけるイタリア様式の代表的画家であるとされている。晩年の1345年から1346年にはイタリアを訪れていた可能性がある。
バッサは主にアラゴン王に仕えており、現存してはいないものの多くの祭壇画などを制作した。息子のアルナウ・バッサも画家となり、いくつかの作品は親子が共同で手掛けている。バッサは1348年のペスト流行時に死去した。

## 文献
- Lafuente Ferreri, E. (Spanish). Historia de la pintura española. Biblioteca Básica Salvat